# Plagionotus arcuatus
Plagionotus arcuatus је врста инсекта из реда тврдокрилаца (Coleoptera) и породице стрижибуба (Cerambycidae). Сврстана је у потпородицу Cerambycinae.

## Распрострањеност
Врста је распрострањена на подручју Европе, Кавказа, Мале Азије, Ирана и Северне Африке. Честа врста у Србији, среће се од низија до планинских предела.

## Опис
Глава је црне боје, а чело обрасло жутим длачицама. Пронотум је црн са жутом предњом ивицом и жутом попречном штрафтом иза средине. Елитрони су црне боје са различитим жутим тачкама и попречним штрафтама. Ноге и антене су жућкасто наранџасте, антене су средње дужине. Дужина тела је од 8 до 20 mm.

## Биологија
Животни циклус траје две године. Ларве се развијају у болесним и умирућим стаблима и гранама. Адулти се обично срећу на биљци домаћину, а активни су од маја до августа. Као домаћини јављају се различите врсте листопадног дрвећа (првенствено храст, али и граб, питоми кестен, врба, буква, багрем и различите воћке).

## Галерија
- одрасла јединка
- одрасла јединка
- парење
- одрасла јединка

## Статус заштите
Врста се налази на Европској црвеној листи сапроксилних тврдокрилаца.

## Синоними
- Leptura arcuata Linnaeus, 1758
- Cerambyx arcuatus (Linnaeus) Gmelin, 1790
- Callidium arcuatum (Linnaeus) Panzer, 1793
- Clytus arcuatus (Linnaeus) Peyerimhoff, 1919